# Erdőkövesd
Erdőkövesd je obec v Maďarsku v župě Heves.
Rozkládá se na ploše 17,18 km² a v roce 2024 zde žilo 629 obyvatel.